# Hymenochirus
Hymenochirus es un género de anfibios anuros de la familia Pipidae. Las 4 especies del género se distribuyen por las selvas ecuatoriales de África desde Nigeria y Camerún hasta Gabón y la cuenca del río Congo.

## Especies
Se reconocen las siguientes especies según ASW:
- Hymenochirus boettgeri (Tornier, 1896)
- Hymenochirus boulengeri de Witte, 1930
- Hymenochirus curtipes Noble, 1924
- Hymenochirus feae Boulenger, 1906